# テイラー (ミシガン州)
テイラー（英: Taylor）は、アメリカ合衆国ミシガン州のウェイン郡にある都市。デトロイト都市圏に含まれる。人口は6万3198人（2020年）。町の当初はテイラー郡区と呼ばれており、郡区住人が1968年5月に投票を行ってテイラー市の法人化を承認した。
テイラー郡区は、1840年代の全国的な英雄となった軍人ザカリー・テイラーにちなんだ命名であり、テイラーはその後の1849年に第12代アメリカ合衆国大統領となった。テイラー郡区は当初イコース郡の部分だった24平方マイル (62 km2)を分離して1847年3月16日に組織化された。デトロイトの南西30キロメートルに位置している。
テイラー市はデトロイト川下流コミュニティのメンバーである。市内にはサウスランド・ショッピングセンター、ウォールサイド・ウィンドウズ工場、テイラー・スポーツプレックス、テイラー・メドウズ・ゴルフコース、レイクス・オブ・テイラー・ゴルフコース、オークウッド・ヘリテージ病院、ミシガン州警察メトロ・サウス・ポスト、ウェイン郡コミュニティカレッジ・ダンリバー・キャンパスがある。テイラーはハングリー・ハウイーズ・ピザが生まれた場所である。ヘリテージ公園という大きな公園があり、野球場、サッカー場、パビリオン、グリル、ピクニックテーブル、休憩所、遊技場、歴史的な建物、店舗、キャッチ・アンド・リリースの釣り堀、530メートルの歩道、歩道体系、古生自然地域、公園ベンチ、ピクニック場、ペットの農園などがある。この公園は、テイラー・サウス・リトルリーグ、ジュニアリーグ・ワールドシリーズ、テイラー・サッカークラブの本拠地になっている。プロフェッショナル・アリーナ・サッカー・リーグのデトロイト・ワザが、テイラー・スポーツプレックスでホームゲームを行っている。メジャーリーグベースボール選手だったスティーブ・エイベリーが、ここで育ち、ジョン・F・ケネディ高校を卒業した。ラッパーのキッド・ロックのサイドキックだったジョーCの誕生地でもある。ジョーCは2000年に26歳で死んだ。市内住民の多くは南部の出身者とされるので、「テイラータッキー」と呼ばれることもある。
テイラー市をこれまでビル・クリントン、ジョージ・W・ブッシュ、バラク・オバマの3人のアメリカ合衆国大統領が訪問してきた。

## 地理
アメリカ合衆国国勢調査局に拠れば、市域全面積は23.64平方マイル (61.23 km2)であり、このうち陸地23.60平方マイル (61.12 km2)、水域は0.04平方マイル (0.10 km2)で水域率は0.17%である。

### 主要道
- 州間高速道路94号線、市内北部のヴァンボーン道路とイコース道路の間を東西に走っている
- 州間高速道路75号線、市内南西隅を通っている
- アメリカ国道24号線、別名テレグラフ道路、市中心部を南北に走り、市内の主要大通りとして機能している。2005年夏、翌年にデトロイトで開かれる第40回スーパーボウルの準備のために、テレグラフ道路と州間高速道路94号線交差点に大きな青の橋が建設された。ゲイトウェイ・ブリッジと呼ばれ、デトロイト・メトロポリタン・ウェイン・カウンティ空港からデトロイト市に入る時に「デトロイトへの入口」になっている。

#### その他の主要道
- ユーレカ道路は市内の重要な東西方向路であり、テイラーのショッピング街があり、州間高速道路75号線と交差する
- ヴァンボーン道路はテイラーとディアボーンハイツ市との北側市境となっている。テイラーの市域を東に出た所で北に向かい、サウスフィールド・フリーウェイとなる
- ゴッダード道路は市中心部を東西に通り、テレグラフ道路との交差点近くには市政府の建物がある
- ノースライン道路はゴッダード道路の1.6 キロメートル南を走る東西方向路であり、ウェイン・コミュニティカレッジとヘリテージ公園南口がある
- アレン道路とペラム道路は双方で市の東側境界となっている。アレン道路はテイラーとサウスゲイトとの境界として南北に走り、その後北東に曲がってアレンパークに行き、アレンパークとの市境がペラム道路になる
- インクスター道路とペンシルベニア道路はそれぞれテイラーの西側市境と南側市境になっている

## 人口動態

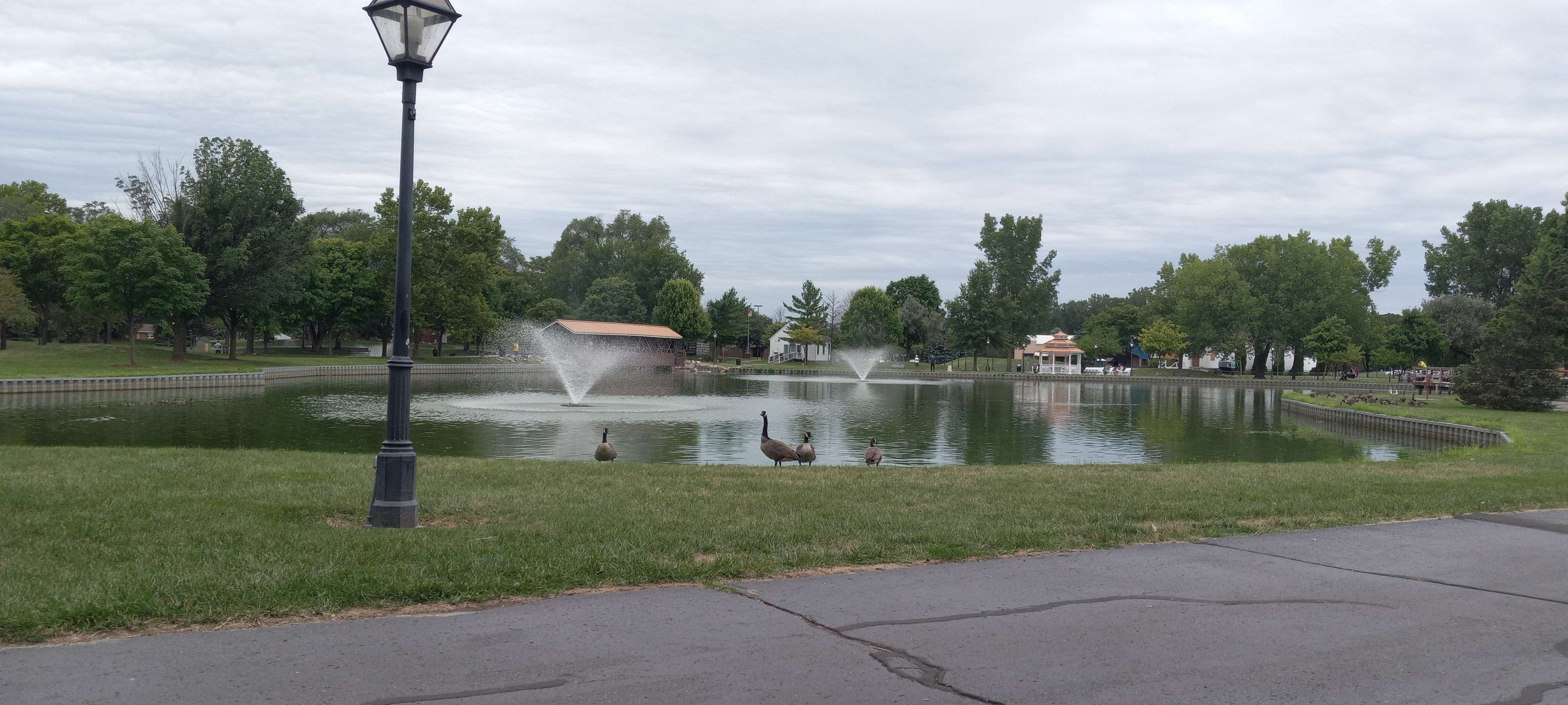
ヘリテイジ公園

### 2010年国勢調査
以下は2010年国勢調査による人口統計データである。
| 基礎データ - 人口: 63,131 人 - 世帯数: 24,370 世帯 - 家族数: 16,700 家族 - 人口密度: 1,032.8人/km2（2,675.0 人/mi2） - 住居数: 26,422 軒 - 住居密度: 432.3軒/km2（1,119.6 軒/mi2） 人種別人口構成 - 白人: 78.0% - アフリカン・アメリカン: 15.8% - ネイティブ・アメリカン: 0.5% - アジア人: 1.8% - その他の人種: 1.3% - 混血: 2.6% - ヒスパニック・ラテン系: 5.1% | 年齢別人口構成 - 18歳未満: 24.7% - 18-24歳: 10.1% - 25-44歳: 26.5% - 45-64歳: 26.1% - 65歳以上: 12.8% - 年齢の中央値: 37歳 - 性比（女性100人あたり男性の人口） - 総人口: 91.9 世帯と家族（対世帯数） - 18歳未満の子供がいる: 35.3% - 結婚・同居している夫婦: 41.4% - 未婚・離婚・死別女性が世帯主: 20.4% - 非家族世帯: 31.5% - 単身世帯: 25.5% - 65歳以上の老人1人暮らし: 9.1% - 平均構成人数 - 世帯: 2.56人 - 家族: 3.05人 |

### 2000年国勢調査
以下は2000年国勢調査による人口統計データである。
| 基礎データ - 人口: 65,868 人 - 世帯数: 24,776 世帯 - 家族数: 17,739 家族 - 人口密度: 1,077.2人/km2（2,789.8 人/mi2） - 住居数: 25,905 軒 - 住居密度: 423.6軒/km2（1,097.2 軒/mi2） 人種別人口構成 - 白人: 86.13% - アフリカン・アメリカン: 8.75% - ネイティブ・アメリカン: 0.68% - アジア人: 1.63% - 太平洋諸島系: 0.03% - その他の人種: 0.75% - 混血: 2.04% - ヒスパニック・ラテン系: 3.24% 年齢別人口構成 - 18歳未満: 27.2% - 18-24歳: 9.3% - 25-44歳: 31.0% - 45-64歳: 21.5% - 65歳以上: 11.0% - 年齢の中央値: 34歳 - 性比（女性100人あたり男性の人口） - 総人口: 93.2 - 18歳以上: 89.3 | 世帯と家族（対世帯数） - 18歳未満の子供がいる: 34.9% - 結婚・同居している夫婦: 48.7% - 未婚・離婚・死別女性が世帯主: 17.4% - 非家族世帯: 28.4% - 単身世帯: 23.1% - 65歳以上の老人1人暮らし: 7.6% - 平均構成人数 - 世帯: 2.63人 - 家族: 3.09人 収入と家計 - 収入の中央値 - 世帯: 42,944米ドル - 家族: 48,304米ドル - 性別 - 男性: 41,170米ドル - 女性: 25,999米ドル - 人口1人あたり収入: 19,638米ドル - 貧困線以下 - 対人口: 10.8% - 対家族数: 8.9% - 18歳未満: 16.3% - 65歳以上: 6.5% |

### 隣接する町
テイラー市は他に7つの市や郡区と境を接している。

## 経済

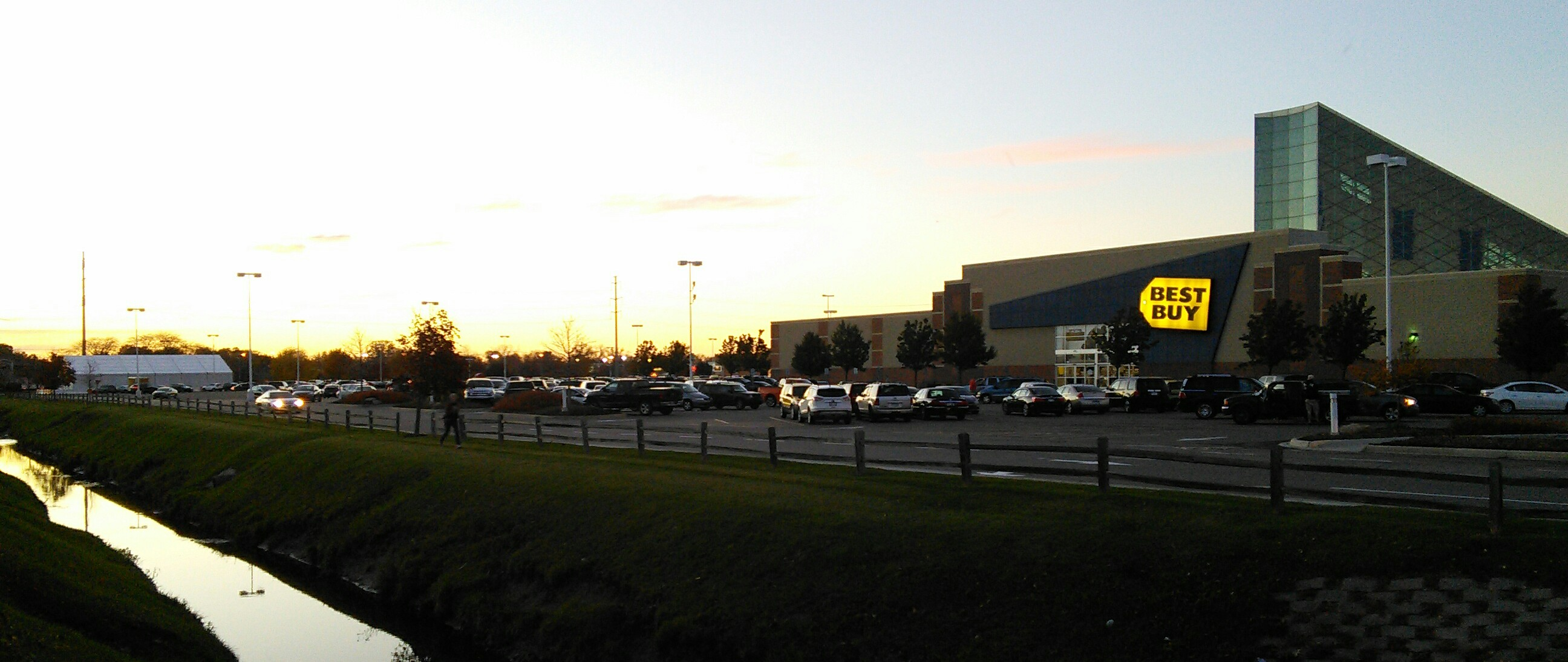
サウスランド・センターの南面、ベスト・バイの店舗や三角形の形状が見られる

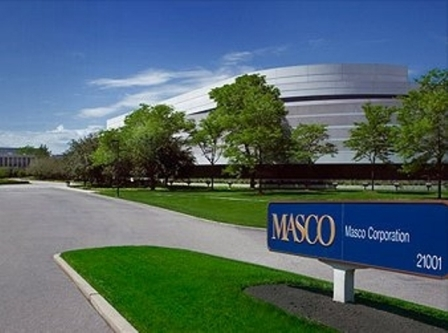
マスコ・コーポレーションの本社

テイラーの市内にはその学校、ウェイン郡コミュニティカレッジ地区のダウンリバー・キャンパス、教会、公園、ゴルフコース、レクリエーションセンター、図書館、オークランド・ヘルスシステムのヘリテージ病院に加えて、商業地域と工業地域、レストラン、ショッピング街がある。サウスランド・ショッピングセンターは100店以上の店舗が入る地域ショッピングモールであり、1970年にユーレカ道路とパーディ道路に面して開店した。旗艦店としては、メイシーズ、J.C.ペニー、ベスト・バイ、FOREVER 21、シューカーニバル、アルタがある。このサウスランド・ショッピングセンターに加えて、ウォルマートのスーパーストア、ターゲット・コーポレーションのスーパーストア、マイアーのスーパーストア、コールズ、バーリン権・コート・ファクトリー、ディックス・スポーティング・グッズ、ジョー・アン、ベッド・バス・アンド・ビヨンド、Kマート、クローガー、ザ・ホーム・デポ2店などがある。2014年、以前はジブラルタル・トレード・センターがあった、ユーレカ道路と州間高速道路75号線に沿った広さ80エーカー (320,000 m2) の土地が再開発されて、メナードなど全部で7つの大型郊外店が建設される予定が公表された。
テイラー市内にはマスコ・コーポレーションの本社があり、これはミシガン州の株式公開企業として第13位の大きさである。1929年にアレックス・マヌーギアンが設立して以来、テイラー市に本社を置いている。

## 教育
テイラー市はテイラー教育学区に入っており、高校はビーチデイリー道路沿いのハリー・S・トルーマン高校と、ノースライン道路沿いのジョン・F・ケネディ高校の2校が入っている。
その他の教育施設として次のものがある。
- テイラー予備チャーター高校[10]

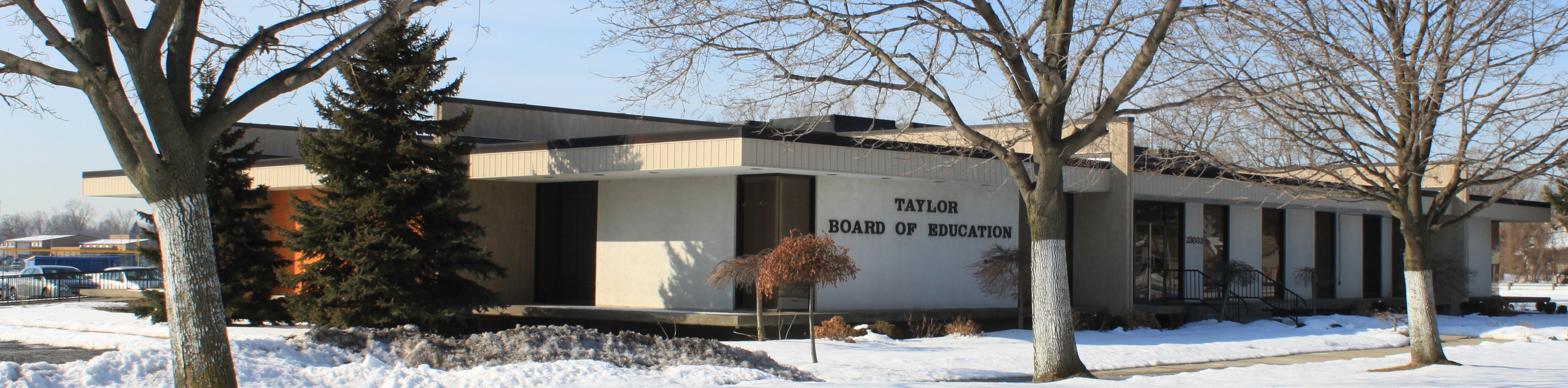
テイラー教育委員会

- テイラー・エグゼンプラー（模範）・アカデミー[11][12]
- バプティスト・パーク学校[13]
- トリリアム・アカデミー[14]
- ウェイン郡コミュニティカレッジ、ダウンリバー・キャンパス[15]

ローマ・カトリック・デトロイト大司教区がセントキリル小学校、セントパスカル小学校、セントアルフレッド小学校を運営していた。2000年、セントキリルとセントパスカルが合併してテイラー・カトリック学校となり、その後2007年に閉校になった。大司教はセントアルフレッド小学校もゆくゆくは閉校になると言っている。

## 施設

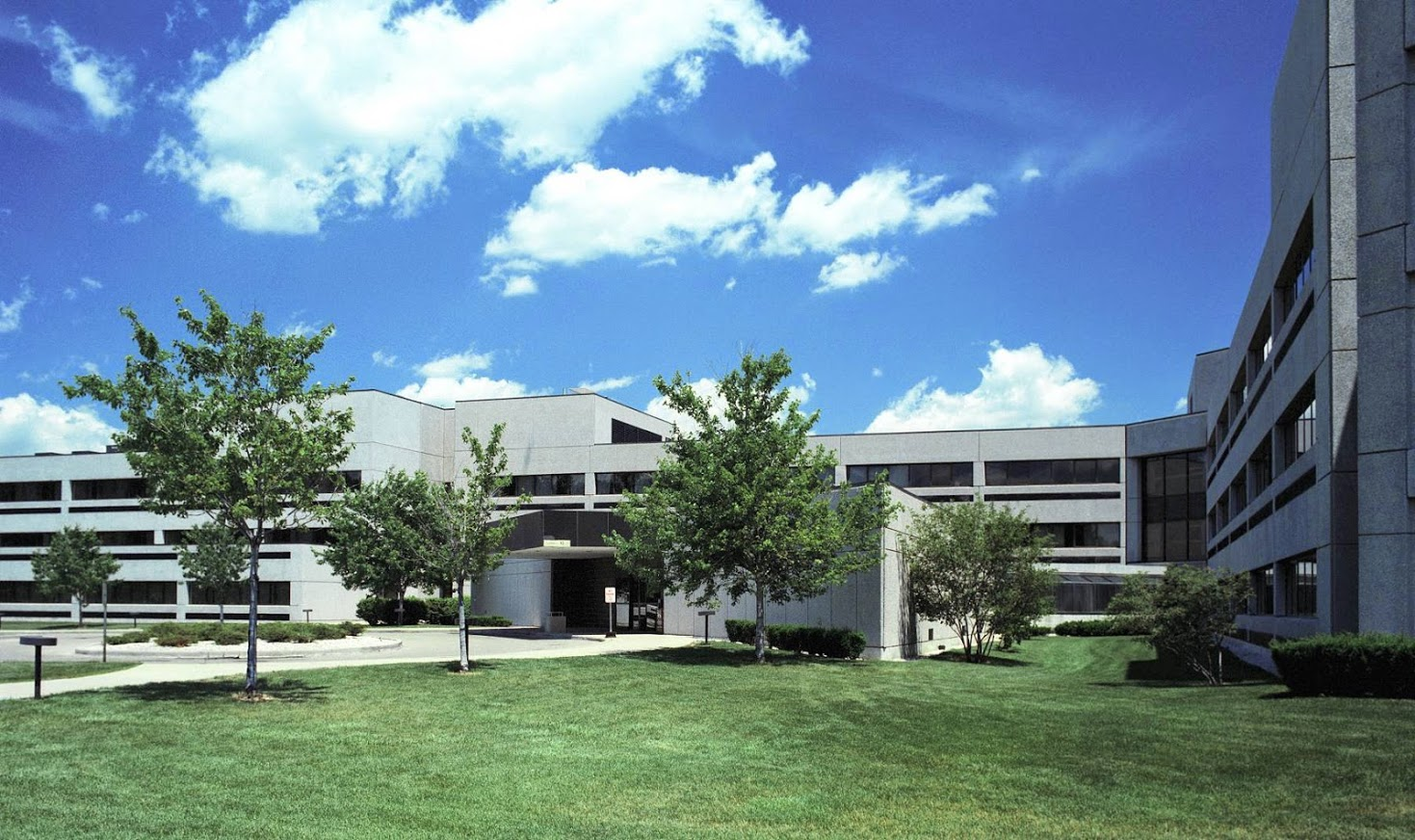
オークウッド病院

- オークウッド病院 - 元はヘリテージ病院

## 著名な出身者
- スティーブ・エイベリー - メジャーリーグベースボール選手、アトランタ・ブレーブス、ボストン・レッドソックス、シンシナティ・レッズ、デトロイト・タイガース